# Priotyrannus mordax
Priotyrannus mordax là một loài bọ cánh cứng trong họ Cerambycidae.